# ウィリアム・アンダーソン (博物学者)
ウィリアム・アンダーソン（William Anderson、1750年12月28日 - 1778年8月3日）は、スコットランドの博物学者である。ジェームズ・クックの航海に参加し、ベーリング海で病没した。

## 生涯
イースト・ロージアンのNorth Berwickに学校校長の7人兄弟の一人として生まれた。エディンバラ大学で医学を学び、1768年にイギリス海軍に船医として加わり、HMS Barfleurなどで勤務した。1771年にジェームズ・クックの第2回航海にリゾリューション号に搭乗し、その能力を認められて、1776年からの第3回航海にも船医、博物学者としてリゾリューション号に乗船した。博物学者としての訓練を通じて、才能を示し、ジョセフ・バンクスのために多くの標本を集め、記録を残しさらに太平洋の民族の言語の知識をふやした。
アンダーソンはベーリング海のリゾリューション号上で肺結核で死亡した。ジョセフ・バンクスはアンダーソンの家族が金を受け取れるようにし、クックもセントローレンス島をアンダーソンの名前をつけようとした。カナダのバンクーバー近くのヌトカ・サウンドにアンダーソン・ポイントという名前が残された。
スティリディウム科（Stylidiaceae ）のスティリディウム（Stylidium）の亜属Andersonia に献名されている。